# Ligne aérienne Caen-Le Havre
La ligne aérienne Caen-Le Havre, surnommée « banane volante », est une liaison aérienne par hélicoptère de France établie entre les villes normandes de Caen et du Havre. Ayant eu une courte existence, cinq semaines à l'été 1958, elle permettait un gain de temps important entre les différentes villes desservies.

## Tracé
Les terminus se trouvent à Caen, dans le Calvados, et au Havre, en Seine-Maritime, de l'autre côté de l'embouchure de la Seine, à une cinquantaine de kilomètres de distance. Entre les deux villes, quatre autres stations balnéaires sont desservies,. Les hélistations, autorisées par des arrêtés du 16 juillet 1958, publiés au Journal officiel de la République française, le 30 juillet, sont situées :
- à Caen, dans la Prairie,
- à Ouistreham,
- à Cabourg, entre l'avenue Pasteur et la Dives,
- à Deauville, à proximité de l'avant-port,
- à Honfleur, à l'ouest de la nouvelle jetée,
- au Havre, sur le terre-plein de la digue nord.

## Exploitation

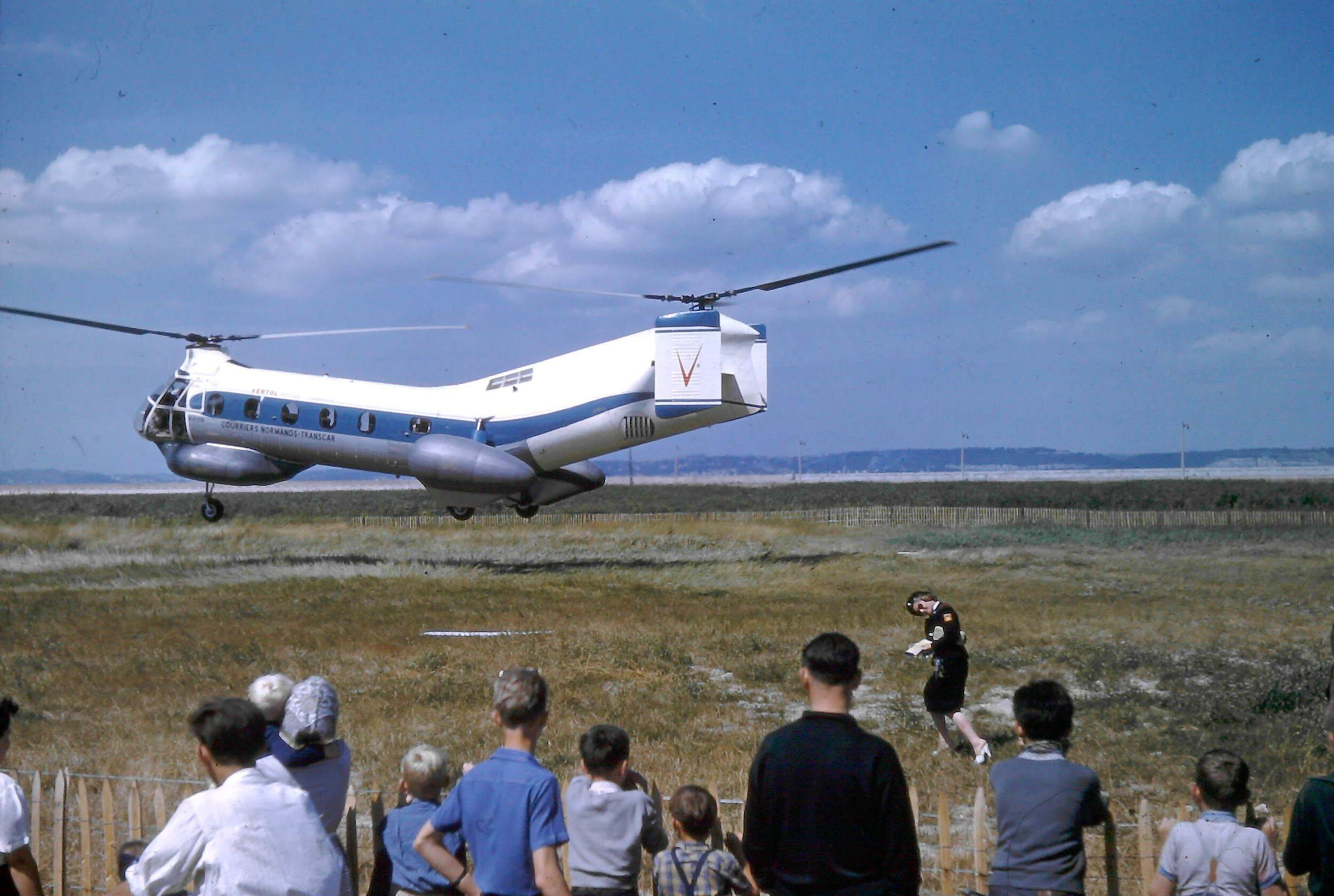
Un Vertol 44 de la compagnie Courrier Normand Transcar effectuant la liaison aérienne entre Caen et Le Havre

L'unique appareil assurant la liaison aérienne est un hélicoptère de modèle Vertol 44, appareil de l'armée américaine mais dont des versions de transport de passager ont été mises au point. Mesurant 16 mètres de long, il peut embarquer 15 passagers et 3 membres d'équipage. L'atout de cet appareil est sa capacité à atterrir tout comme amerrir. Le service est assuré par Les Courriers normands, Transcar et la Compagnie normande d'autobus,.
Le trajet de terminus à terminus prend de 40 min, à 45 min. Trois services dans chaque sens sont assurés tous les jours. Le billet coûte 9 000 francs, soit une soixantaine d'heures de travail au smig horaire, une somme importante que seules des personnes aisées peuvent se payer ; les passagers sont donc composés d'hommes d'affaires et de touristes aisés.

## Histoire
Le temps de trajet par la route entre Caen et le Havre est d'environ quatre heures par le bac du Hode à Berville-sur-Mer, les ponts de Tancarville et de Normandie n'étant alors pas encore construits par-dessus la Seine,. Partant de ce constat, l'homme d'affaires Jean Richard-Deshais, président de la Société générale des transports départementaux et dirigeant de la compagnie aérienne Air Algérie décide de mettre en place une liaison aérienne entre les deux villes.
Inaugurée le 23 juillet 1958, la ligne aérienne voit son premier vol décoller le 25 juillet à 8 h 45, les passagers embarquant à Caen, faisant escale à Deauville et terminant au Havre. C'est alors la première ligne aérienne au monde de ce genre.
Le 31 août 1958, après cinq semaines d'exploitation et 3 392 passagers transportés soit un remplissage quasi complet à chaque vol, l'exploitation de la ligne est arrêtée et l'ouverture du pont de Tancarville l'année suivante ne permet pas de la relancer à l'été 1959,. En effet, la nouvelle route par Tancarville concurrence fortement la ligne qui n'est économiquement pas viable.